# Stora Nejmansgölen
Stora Nejmansgölen är en sjö i Karlskrona kommun i Blekinge och ingår i Nättrabyåns huvudavrinningsområde.